# Erick Cortés
Erick Román Cortés Rivas plus connu sous le nom de Erick Cortés, né à Caracas (Venezuela) le 16 février 1970, est un matador vénézuélien.

## Présentation et carrière
Il apparaît en public à Caracas le 13 novembre 1985 pour sa première novillada, et il participe à sa première novillada piquée le 3 août 1986 à Caracas, devant du bétail de Rancho Grande, en compagnie de Palomo Linares. En Espagne, le novillero se présente à Madrid le 3 mai 1993. Il a déjà participé au Venezuela à 25 novilladas ; en Espagne, il totalise 65 novilladas avant de prendre son alternative à  Nîmes, en France face au taureau Amargado de la ganadería Jandilla, avec pour parrain Paco Ojeda et pour témoin, César Rincón.
Il se présente au Venezuela le 11 octobre 1986, dans les arènes de Maracay devant des taureaux  de l'élevage Bella Vista, dans une corrida où il alterne avec Fernando Cepeda et Chamaco II.
Il retourne en Espagne où il se fait remarquer à Castellón de la Plana en compagnie de César Rincón et Enrique Ponce. Mais il ne confirme pas son alternative à Madrid. Il fait plusieurs belles prestations en France et en Espagne avant de retourner dans son pays où il poursuit le reste de sa carrière avec de grands succès. En 2002, il coupe deux oreilles à Valle de la Pascua (Venezuela) ; il obtient ses plus grands triomphes (deux oreilles et la queue) à La Victoria en 2000.